# 歐陽瑜
歐陽瑜（葡萄牙語：Ao Ieong U，1968年9月—），澳门官员，曾擔任身份證明局局長，2019年12月1日被中华人民共和国国务院任命为社會文化司司長，12月20日上任，为澳門特別行政區第五屆政府主要官员中唯一的女性。

## 簡歷
歐陽瑜，1988年畢業於濠江中學，1992年畢業於華南理工大學計算機系計算機及應用專業。1994年任加入司法警察局擔任高級技術員；2001年加入身份證明局擔任身份證明局計劃暨組織處處長，同年獲得澳門大學科技學院軟體工程碩士及福建華僑大學法律系比較法學碩士；2002年升任身份證明局居民身份資料廳廳長；2007年改任身份證明局組織暨資訊廳廳長；2010年再升任身份證明局副局長；2014年至2019年任身份證明局局長。2019年12月2日獲行政長官賀一誠委任為澳門特別行政區社會文化司司長，12月20日正式就任。2024年获中华人民共和国国务院任命为审计署审计长。